# Soziabilität
Soziabilität (neulateinisch soziabilis, ~ „zum Gefährten geeignet“; Geselligkeit) bezeichnet in der Forschung die Fähigkeit zur Aufnahme und Pflege soziale Beziehungen. Im weiteren Sinn bezeichnet „Soziabilität“ die Fähigkeit, sich in eine Gemeinschaft einzufügen und sinnvoll mit anderen zusammenzuarbeiten.

## Näheres
Prinzipiell verfügt jeder Mensch genetisch über die Möglichkeit, diese grundlegende Fähigkeit zu erwerben (vgl. Urvertrauen). Es ist allerdings nicht determiniert, wie diese sozialen Beziehungen dann konkret aussehen – dies wird bei der Sozialisation (sozialen Steuerung) festgelegt.
Eine hohe Soziabilität ist vorhanden, wenn folgende Merkmale vorliegen:
- Empathie
- Erfahrungsanreicherung, gutes Erinnerungsvermögen
- Fähigkeit zur Vertrauen erweckenden symbolischen Interaktion, d. h. Kommunikation und Sprache
- Koordination des Handelns mit anderen Akteuren
- Kooperation in Arbeits- und Handlungssystemen
- Arbeit in politischen Institutionen, sozialen Einrichtungen oder Betrieben

Ein verwandtes Konzept, das vornehmlich in der Psychologie relevant ist, ist das der Sozialkompetenz.

## Ambivalenz der Soziabilität
Soziabilität kann auch eine Chance zu schädigendem Handeln sein, das heißt zur Ausbeutung der Sozialität der Mitakteure. Empathiefähigkeit etwa verleitet auch dazu, das Sozialverhalten anderer auszunutzen. Dies kann in helfenden Berufen zum Problem werden. In der Supervision wird versucht, dem entgegenzuwirken.